# Tovdalselva
Die Tovdalselva (auch Topdalselva) ist ein 143 km langer Fluss in Südnorwegen im Fylke Agder. Sie ist der längste Fluss im Sørlandet, der noch über seinen gesamten Lauf frei fließt. Die Tovdalselva mündet zwischen Hamresanden und dem Flugplatz von Kristiansand in den Topdalsfjord.
Der Fluss wird durch den Verneplan IV for vassdrag oberhalb von Rjukanfossen in Åmli vor dem Ausbau der Wasserkraft geschützt.
Der mittlere Abfluss an der Mündung beträgt 65 m³/s.
Die Tovdalselva hat zwei Quellflüsse, die sich im Herefossfjorden vereinigen. Die östliche Tovdalsgreina ist schmal und langgestreckt und hat ihren Ursprung zwischen Valle in Aust-Agder und Fyresdal in Telemark.
Im oberen Teil des Flusses liegen zahlreiche Seen, der größte ist der Straumsfjorden (757 moh.).
Die westliche Uldalsgreina hat drei Zuflüsse: Skjeggedalsåna, Vatnedalsåna und Hovlandsåna. Das Hanefoss kraftverk liegt hier. Es gibt noch ein kleineres Wasserkraftwerk im unteren Teil des Quellflusses.
Die Tovdalselva hat noch einen weiteren kleineren Zufluss, mit dem See Ogge in seinem Einzugsbereich. Der See Ogge hat zwei Abflüsse. Der größere ist die Rettåna, welche nach Norden zur Uldalsgreina fließt. Die Dikeelva fließt zum See Flakksvann in Birkenes im unteren Flusslauf der Tovdalselva.
Das Einzugsgebiet umfasst etwa 1.800 km². Der höchste Punkt darin liegt auf 1101 moh. Folgende Kommunen liegen im Einzugsgebiet: Fyresdal, Valle, Bygland, Evje og Hornnes, Åmli, Froland, Grimstad, Birkenes, Iveland, Lillesand und Kristiansand.

## Fauna
Die Tovdalselva war lange Zeit einer der besten Lachsflüsse des Landes. In den Jahren 1880–1883 lag sie – gemessen an der Fangmenge – an dritter Stelle. Bereits zu Beginn der 1900er Jahre begann der Saure Regen sich auf den Fluss und dessen Fauna auszuwirken. Um 1970 war die Lachspopulation ausgestorben.
1997 wurde eine Kalkungsaktion begonnen, um die Fischbestände zu erhalten. Im Jahr 2003 gab es ca. 300 kg Lachs. Dies ist immer noch sehr bescheiden im Vergleich zu den 1880er Jahren, als die Fänge noch mehr als 12 Tonnen betrugen. Die Lachse können heute bis zum Herefossfjorden hochschwimmen, eine Strecke von etwa 45 km. Früher kamen sie noch etwas höher – bis Storefoss oberhalb des Gauslåfjorden.